# 1989년 천안문 광장 시위 및 학살 기념비

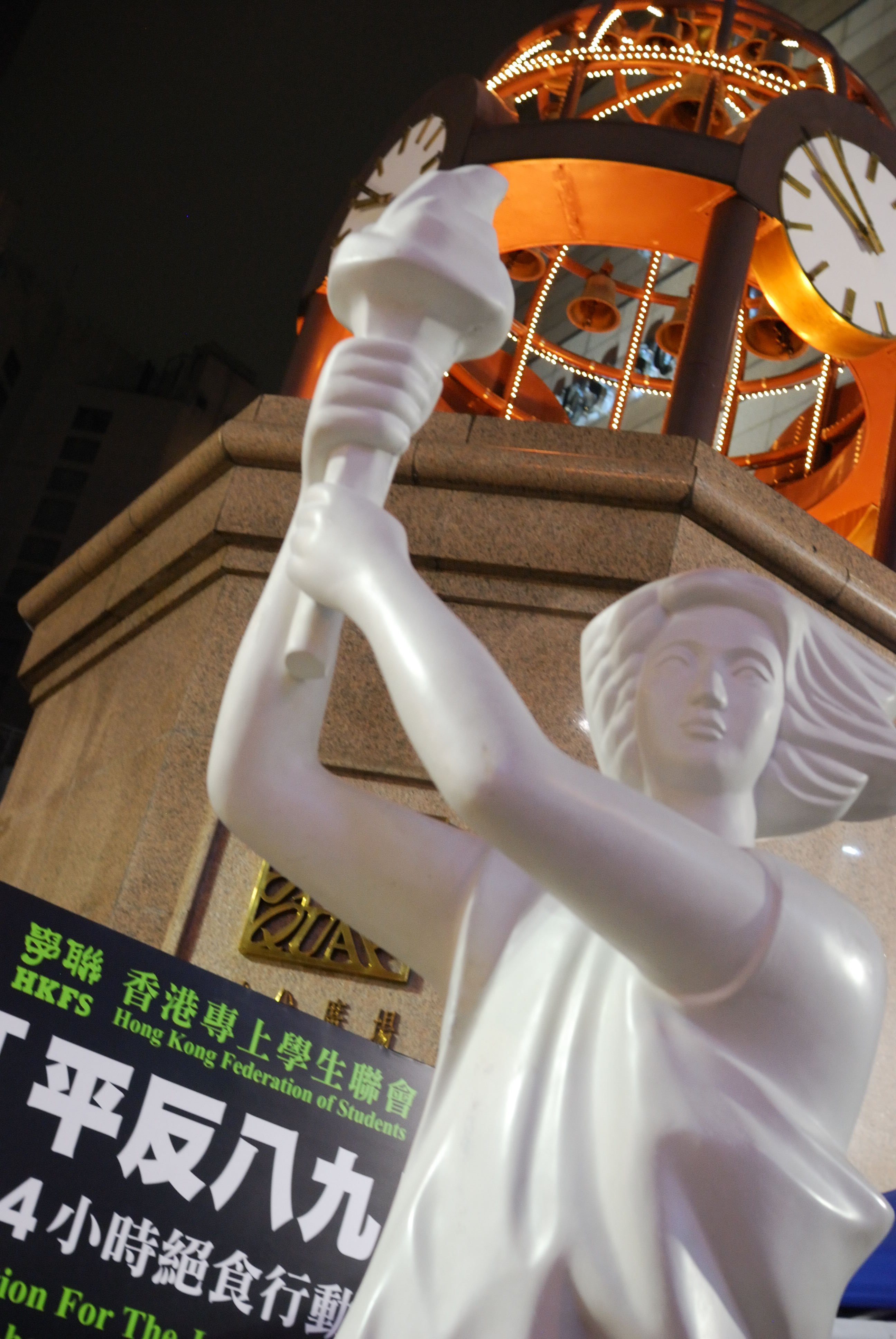
20주년 기념식 당시 타임스 스퀘어를 배경으로 한 흰색 플라스틱 조각상

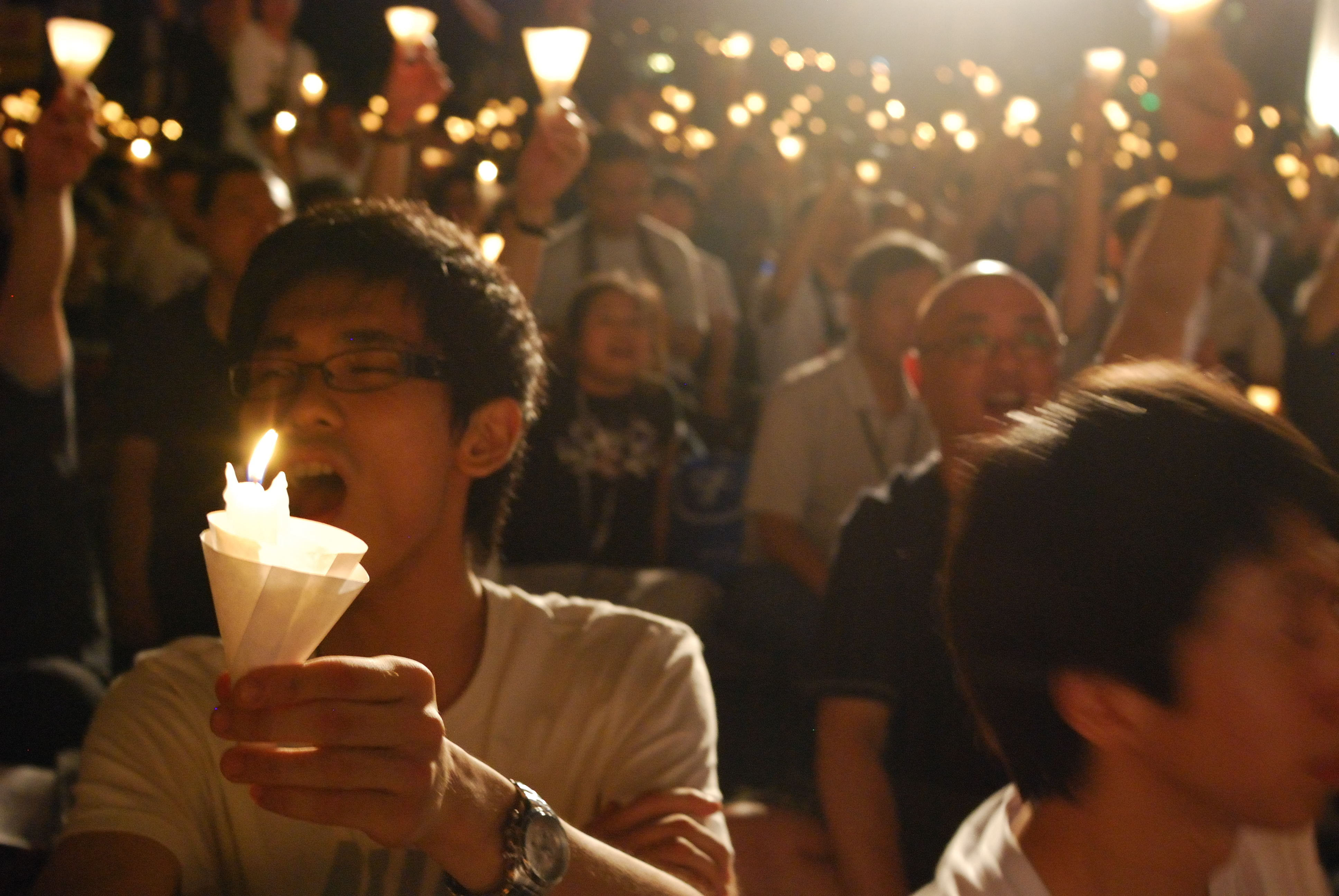
6·4 천안문 학살 20주년

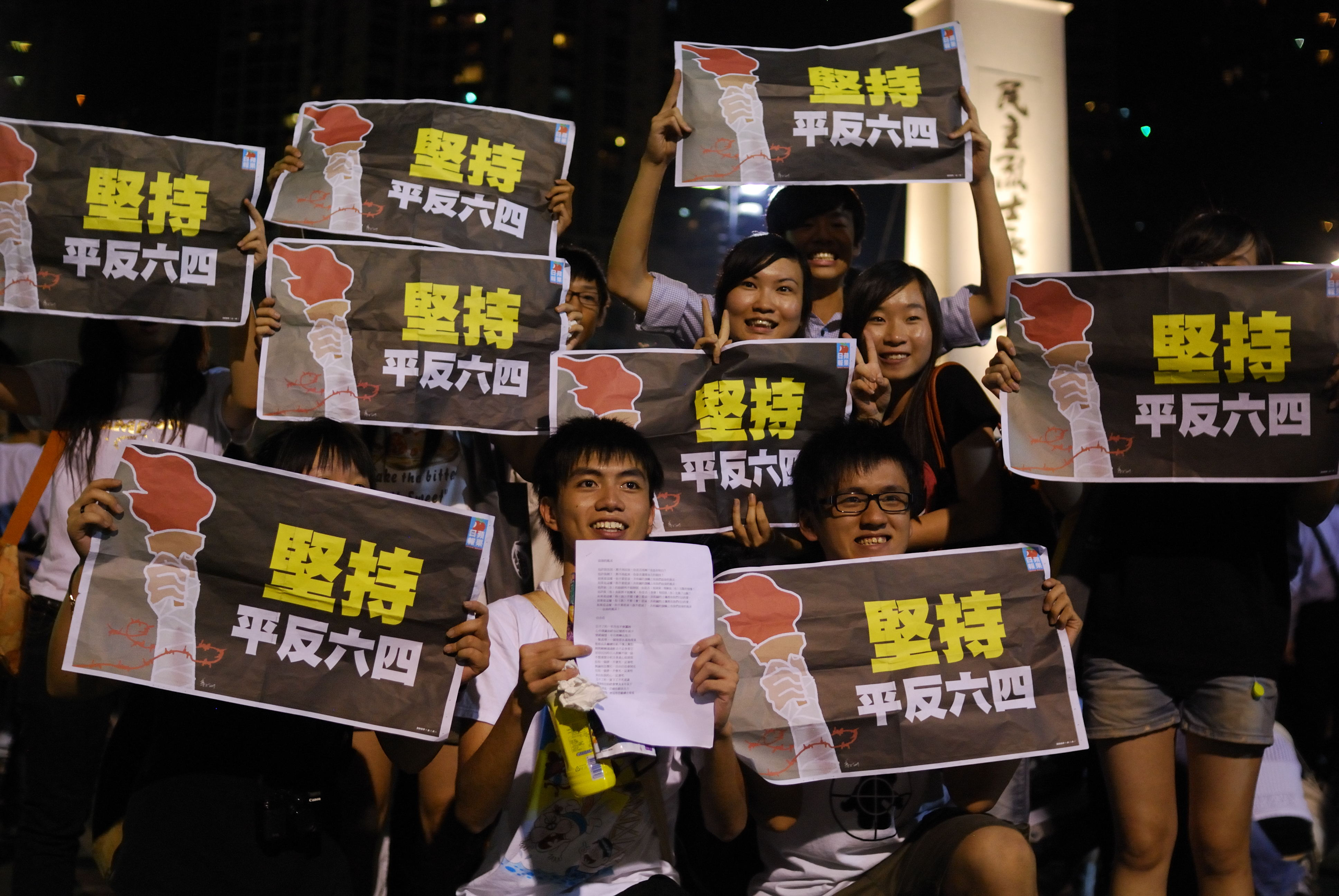
6·4 천안문 학살 20주년

1989년 천안문 사건이 끝난 후 며칠 동안 시위 중 사망한 이들을 추모하기 위해 전 세계에서 여러 기념식과 촛불 시위가 열렸다. 그 이후로 중국 대륙 외곽, 특히 홍콩, 중화민국, 미국에서 매년 추모식이 열리고 있다.
31주년 기념식은 반정부 시위가 진정된 지 불과 몇 달 후에 열렸다. 홍콩 촛불 시위는 코로나19 범유행으로 인해 금지되었지만, 많은 사람들이 이 금지를 무시하기로 결정했다. 다음 달에는 24명의 주요 민주화 운동가들이 불법 집회 혐의로 체포되었다. 지역 내 코로나19 감염 사례가 없었고 아트 바젤이 허용되었음에도 불구하고, 빅토리아 파크에서 열린 32주년 기념식도 전염병 제한으로 인해 유사하게 금지되었다. 그러나 정부가 모든 형태의 시민 시위에 대해 강경한 조치를 사용하는 것을 점점 더 망설이지 않는 듯 보이자, 2021년에는 대규모 경찰 병력이 선제적으로 동원되었다.

## 홍콩
6월 4일을 기리고 횃불을 전달하라(Vindicate 4 June and Relay the Torch)는 홍콩 민주화 운동 지지 연합이 홍콩 빅토리아 파크에서 개최하는 1989년 천안문 사건을 추모하는 연례 행사이다.
| 기념일 (서수) | 연도 | 연합 자료 | 경찰 자료 |
| ------------- | ---- | --------- | --------- |
| 1회           | 1990 | 150,000   | 80,000    |
| 2회           | 1991 | 100,000   | 60,000    |
| 3회           | 1992 | 80,000    | 28,000    |
| 4회           | 1993 | 40,000    | 12,000    |
| 5회           | 1994 | 40,000    | 12,000    |
| 6회           | 1995 | 35,000    | 16,000    |
| 7회           | 1996 | 45,000    | 16,000    |
| 8회           | 1997 | 55,000    | N/A       |
| 9회           | 1998 | 40,000    | 16,000    |
| 10회          | 1999 | 70,000    | N/A       |
| 11회          | 2000 | 45,000    | N/A       |
| 12회          | 2001 | 48,000    | N/A       |
| 13회          | 2002 | 45,000    | N/A       |
| 14회          | 2003 | 50,000    | N/A       |
| 15회          | 2004 | 82,000    | 48,000    |
| 16회          | 2005 | 45,000    | 22,000    |
| 17회          | 2006 | 44,000    | 19,000    |
| 18회          | 2007 | 55,000    | 27,000    |
| 19회          | 2008 | 48,000    | 18,000    |
| 20회          | 2009 | 200,000   | 62,800    |
| 21회          | 2010 | 150,000   | 113,000   |
| 22회          | 2011 | 150,000+  | 77,000    |
| 23회          | 2012 | 180,000   | 85,000    |
| 24회          | 2013 | 150,000   | 54,000    |
| 25회          | 2014 | 180,000+  | 99,500    |
| 26회          | 2015 | 135,000   | 46,600    |
| 27회          | 2016 | 125,000   | 21,800    |
| 28회          | 2017 | 110,000   | 18,000    |
| 29회          | 2018 | 115,000   | 17,000    |
| 30회          | 2019 | 180,000+  | 37,000    |
| 31회 (금지)   | 2020 | N/A       | N/A       |
| 32회 (금지)   | 2021 | N/A       | N/A       |
| 33회 (금지)   | 2022 | N/A       | N/A       |
| 34회 (금지)   | 2023 | N/A       | N/A       |
| 35회 (금지)   | 2024 | N/A       | N/A       |

### 반환 전 추모식
1990년, 학살 1주년이 되던 해 로이터 통신은 시위에 참여한 인원이 15,000명으로 추정된다고 보도했다. 홍콩 민주화 운동 지지 연합(Hong Kong Alliance in Support of Patriotic Democratic Movements of China라고도 알려짐)의 주최측은 30,000명으로 추정했다. 참석자들은 "민주주의 만세"와 "살아남은 자들을 구하라"를 외쳤다.
1996년, 천안문 학살 7주년에는 긴장이 고조되었다. 홍콩이 중화인민공화국에 반환되는 1997년 이후 연례 시위가 계속될지 주민들은 확신하지 못했다. 많은 홍콩 원주민들은 반환 이후 시위할 법적 권리를 잃을까 봐 두려워했고, 이로 인해 연례 시위의 운명이 잠재적 위험에 처하게 되었다. 한 시위자인 용섬은 "이러한 종류의 시위는 1997년 이후에도 공개적으로 개최되어야 한다"고 외치며 지속적인 시위에 대한 지지를 표명했다. 글로브 앤 메일(Globe and Mail)에 따르면 20,000명 이상이 참석했다. 공원에는 천안문 광장의 인민영웅기념비의 복제판인 기념비가 있었고, 이 기념비 근처에는 매우 상징적인 민주주의의 여신상의 복제품이 서 있었다. 공원의 사람들은 "사람들의 노래를 듣는가? / 분노한 자들의 노래를 부르는가? / 그것은 사람들의 음악이다"라고 노래했다. 참석자들은 복제된 인민영웅기념비 기단에 "커다란 장례 화환"을 들고 갔다. 투광등이 어두워지자 사람들은 수천 개의 촛불을 들고 몇 분간의 침묵을 지켰다.
1997년의 8주년 기념식은 반환(또는 홍콩 주권 이양) 직전이었다. 시위 참가자들은 이것이 마지막 촛불 시위가 될 수도 있다고 추측했다. 주최측은 총 55,000명이 참석했다고 추정했으며, 이는 당시까지 기록적인 숫자였다. AP 통신에 따르면 "시위대는 청년, 비즈니스 전문가, 노인, 노동자 등 많은 계층을 아울렀다." 시청은 시위와 "논란이 많은 3층 높이 조각상"을 승인했다. 이 작품은 "수치의 기둥"이라 불렸으며 밤에는 불이 켜졌다. "고통스러운 표정을 짓는 뒤틀린 몸"을 묘사했다. "수치의 기둥"은 시청이 홍콩 반환식 동안 조각상이 대중에게 공개되는 것을 거부했기 때문에 부분적으로 "논란의 여지가" 있었다.

### 반환 후 추모식
1998년 9주년 기념식은 가디언(The Guardian)에 따르면 "중국 본토에서 천안문의 트라우마를 애도할 수 있도록 허용된 최초의 시위"였기 때문에 중요했다. 이 추모식은 또한 "논란의 여지가 있는 수치의 기둥"에 초점을 맞췄다. 시위자들은 "6월 4일 판결을 뒤집어라"라고 쓰인 "커다란 검은 현수막"을 걸었고, 다른 현수막들은 "끝까지 싸우겠다"와 "6월 4일을 잊지 않겠다"고 맹세했다. 웨이징성은 확성기를 통해 방송되는 "사전 녹화된 비디오 메시지를 보냈고" 왕단은 "뉴욕에서 생중계로 연설했다."
1999년 10주년 기념식에서도 논란의 여지가 있는 "수치의 기둥"이 등장했으며, 사우스 차이나 모닝 포스트(South China Morning Post)에 따르면 이 조각상에는 "민주주의 순교자의 정신은 영원히 살리라"는 문구가 새겨진 기둥이 포함되어 있었다. 이전 연도의 시위와 마찬가지로 참가자들은 "민주주의 지지" 노래를 부르고 "구호를 외쳤다." 사우스 차이나 모닝 포스트는 왕단의 어머니인 왕링윈이 "오후 5시에 집 전화선이 끊긴 후 휴대폰으로 군중에게 연설했다"고 보도했다. 샌프란시스코에서 왕단도 군중에게 연설했다. 2004년 15주년 기념식 동안 활동가들은 본토 관광객들에게 촛불 시위에 참석하도록 권유하는 전단을 배포했다. 주최측은 82,000명이 참석했다고 보고했으며, 이는 작년 50,000명보다 증가한 수치였다.
2009년 20주년 기념식에는 주최측에 따르면 약 15만 명이 참석했다. 주최측에 따르면 이는 19년 전 첫 촛불 시위 이후 최대 규모의 참석률이었다. 그러나 경찰은 참석자 수를 약 62,800명으로만 기록했다. 참석자들이 촛불을 들고 전통 중국 악기를 연주하는 동안 시위자들은 "1989년 학생 운동을 정당화하라!"고 외쳤다. 중국 공안부는 기념일 시작 전에 취한 "보안 조치"에 대한 "서면 성명"을 발표했다. 특히 홍콩의 지방주의와 2014년 우산 운동의 부상 이후, 홍콩의 천안문 촛불 시위 참석률은 꾸준히 감소하고 있다. 일부 학생 단체들은 홍콩 자치 운동과 중국 민주화 운동이 별개의 문제이거나 별개여야 한다고 주장하며 명시적으로 촛불 시위를 보이콧하고 있다.

### 2020년과 그 이후
31주년 기념식은 반정부 시위가 진정된 지 불과 몇 달 후에 열렸다. 코로나19 범유행으로 인해 홍콩에서의 기념식이 금지되었지만, 많은 사람들이 여전히 이 금지를 무시하고 빅토리아 파크에서 열린 공개 촛불 시위에 참석했다. 몇 달 후, 전국인민대표대회에서 국가보안법이 통과된 후 캐리 람 행정부 하에서 정치적 분위기는 더욱 적대적으로 변했고, 촛불 시위 주최자로 24명의 활동가들이 체포되었다.
2021년 4월 28일, 정부 대변인은 지난 6주 동안 지역 내 전파 사례가 없었음에도 불구하고 빅토리아 파크에서 열리는 32주년 기념식이 전염병 제한으로 인해 다시 금지될 것이라고 발표했다. 정부는 5월 29일 보안국이 불법 집회에 참석하면 공공질서법에 따라 5년형에 처해지고, 이를 선전하면 1년형에 처해진다고 경고하면서 어떤 추모 행사도 막겠다는 결의를 보였다.
연합은 정부의 금지 조치를 준수하여 대중에게 합법적이고 안전한 방식으로 추모할 것을 촉구했지만, 정부는 6월 4일 홍콩 전역에 배치를 위해 총 병력의 5분의 1에 해당하는 7,000명의 경찰관을 선제적으로 동원했다. 빅토리아 파크만 해도 3,000명의 경찰관이 경비했으며, 공원 대부분은 통제 구역으로 선포되었다. 빅토리아 파크는 32년 만에 처음으로 텅 비게 되었다.

## 중국 대륙
많은 기념일 동안 경찰은 공개적인 애도 표현을 막기 위해 경계를 유지한다. 워싱턴 포스트(The Washington Post)에 따르면 베이징은 "특별히 승인되지 않은 단체의 어떤 애도 행위도 금지했다." 마찬가지로, 3주년 기념식 동안 광장 중앙에는 정부가 최소 5일 전에 방문객에게 동의를 주지 않는 한 "애도 화환을 놓지 말라"는 표지판이 있었다.
몇몇 사람들은 희생자들을 공개적으로 애도하려다가 체포되거나 적어도 심문을 위해 끌려갔다. 한 남자는 1990년에 승리(Victory)를 의미하는 V자 표시와 "Victory"라는 단어가 새겨진 단추를 달고 있다가 심문을 받았다. 뉴욕 타임스(The New York Times)에 따르면 1992년 또 다른 남자 왕완신은 "덩샤오핑에게 1989년 군사 진압에 대해 사과하라고 요구하는 현수막을 펼치려다가 끌려갔다." 다른 추모 방식으로는 2000년 50명의 반체제 인사들이 24시간 단식 농성을 벌인 것과 사람들의 집에서 사적인 추모식을 거행한 것 등이 있었다. 1999년에 쑤빙셴은 학살로 사망한 아들을 위해 촛불을 켰고, 다른 사람들은 10개의 상징적인 촛불을 켰다.

## 중화민국
2016년 6월 4일, 중화민국, 공식적으로는 중화민국으로 알려진 이 나라는 의회에서 1989년 천안문 사건 진압을 국가적으로 처음으로 기념했으며, 의원들은 새로운 정부가 중국 대륙과의 관계에서 인권 문제를 다룰 것을 촉구했다. 이는 중국 회의론자인 차이잉원이 베이징과의 전례 없는 8년간의 화해를 감독했던 마잉주의 뒤를 이어 총통으로 취임한 지 몇 주 만에 이루어졌다.
과거에 중화민국 정부는 중화인민공화국에게 민주화 시위대를 진압한 천안문 사건으로부터 교훈을 얻을 것을 반복적으로 촉구했는데, 일부 추정치에 따르면 이 사건으로 1,000명 이상이 사망했다. 6월 4일 기념일을 하루 앞두고, 민주진보당(DPP)과 양안 관계를 지지하는 중국국민당(KMT)의 고위 의원들은 인권 운동가들과 망명한 중국 반체제 인사 우얼 카이시와 함께 1분간의 묵념을 지켰다. 그들은 또한 민주진보당 의원 유메이누가 제안한 동의안에 서명하여 정부가 미래 양측 간의 상호 작용에서 "적절한 시기에 6월 4일 사건을 바로잡는 것에 대한 중화민국의 심각한 우려를 표명할 것"을 요구했다.

## 미국
미국에서는 1989년 6월 4일 100일째 되는 날 독립 중국학생학자연합회가 첫 번째 추모식을 조직했으며, 두 번째 추모식은 역시 독립 중국학생학자연합회가 국회의사당에서 조직했다. 그 이후로 독립 중국학생학자연합회는 워싱턴 D.C. 주재 중국 대사관 앞에서 매년 추모식을 조직하고 있다.
샌프란시스코에서는 5주년 기념일을 맞아 도시가 원래의 민주주의의 여신상을 모델로 한 9.5피트(3m) 높이의 청동상을 건립했다. 이 상은 차이나타운 가장자리의 작은 공원에 위치해 있다. 팡리즈와 닉 에르 량(Nick Er Liang)이 제막식에 참석했다. 디자이너 토머스 마시(Thomas Marsh)는 원래의 민주주의의 여신상 사진을 자신의 동상 모델로 사용했다. 그의 중국 학생 두 명은 횃불을, 다른 한 명은 얼굴을 만들었다.

## 폴란드
브로츠와프, 돌니실롱스크주 폴란드 도시에서 1989년 연대 민주화 시위 동안 천안문 기념비가 세워졌다. 이 기념비는 폴란드 당국에 의해 파괴되었으나, 폴란드에서 단일 공산주의가 종식된 이후 재건되었다.

## 온라인 추모식
온라인 추모식은 많이 있다. 예를 들어, 매년 촛불 시위를 주최하는 홍콩 민주화 운동 지지 연합은 사람들이 "천안문 희생자 조의록"에 서명할 수 있는 웹사이트를 운영하고 있다. 이 조의록은 "6월 4일 촛불 시위에서 민주주의 동상 앞에서 불태워진다." 2020년 중반, 미국에 본사를 둔 시각 예술가 길드(Visual Artists Guild)는 코로나19 범유행으로 인해 5월 31일 연례 추모식을 온라인으로 스트리밍한다고 발표했다.